# Dario Castello

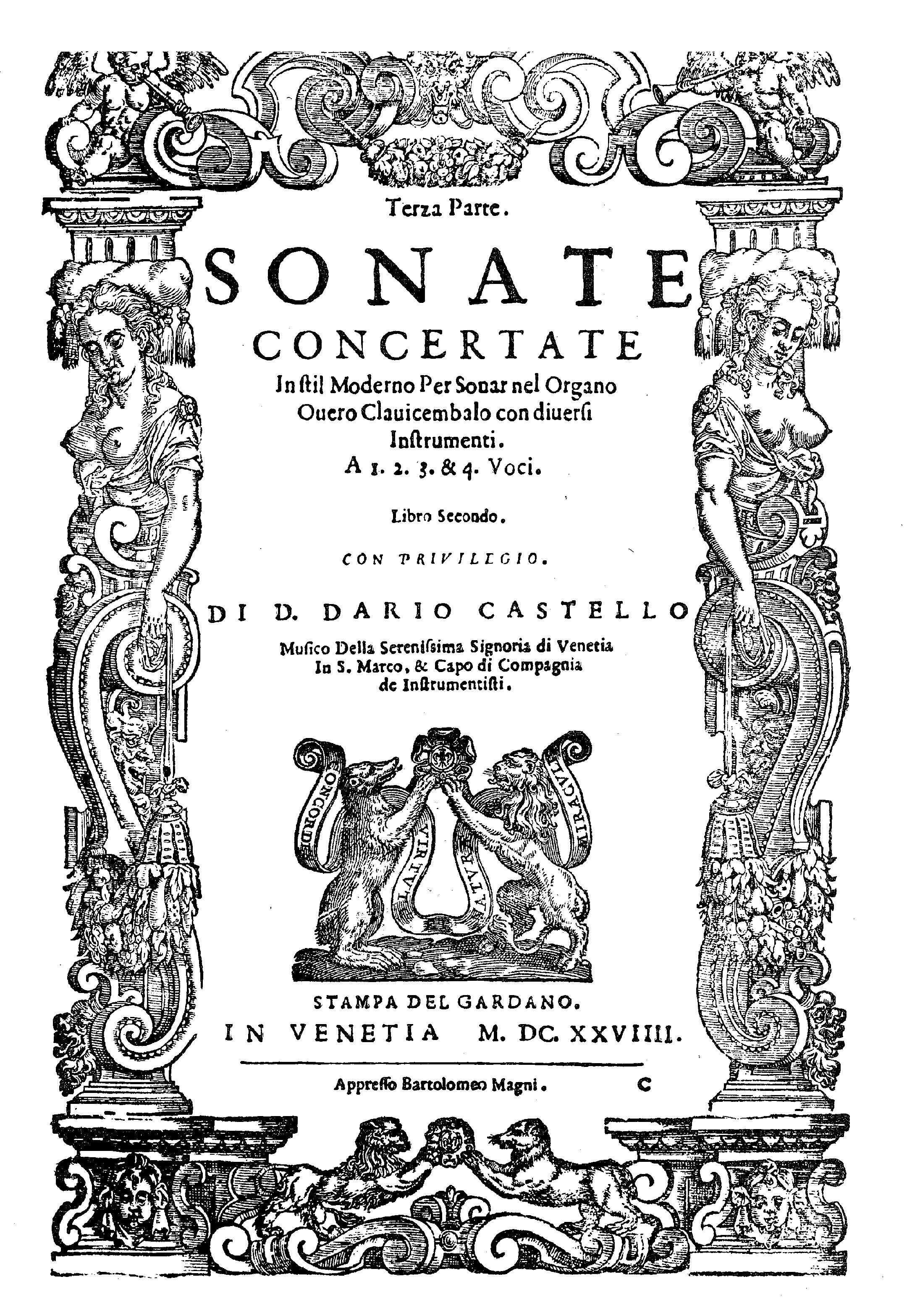
Deckblatt des Nachdrucks einer Stimme der Sonaten in Stil Moderno

Dario Castello (* 19. Oktober 1602 in Venedig; † 2. Juli 1631 ebenda) war ein italienischer Komponist und Instrumentalist der frühen Barockmusik. Seine Werke sind geprägt von der frühen Venezianischen Schule.

## Leben
Dario Castello war der Sohn von Giovanni Battista Castello, der 1626 eine Anstellung als „piffaro“ beim Dogen bekam.

Er lebte in Venedig, wo er auch Priester war. Ab 1624 war er Geiger in der Kapelle des Markusdoms in Venedig.
Lediglich die Titelseiten der gedruckten Werke geben Auskunft. Hier wird er ab 1627 als Capo di Compagnia de Musici d’Instrumenti da fiato in Venetia (Leiter einer Gesellschaft von Blasmusikern) genannt und ab dem gleichen Jahr trug er den Titel „Don“. In der zweiten Sammlung wird er als Musico Della Serenissima Signoria di Venetia in S.Marco, & Capo di Compagnia de Instrumenti erwähnt.
Insgesamt sind 29 seiner Werke bekannt. Seine Musik ist erfinderisch, technisch anspruchsvoll und reich an Kontrasten. Affektvielfalt wird von der Oper auf die Instrumentalmusik übertragen, neu sind dort auch konsequent angebrachte Anweisungen für Tempo und Dynamik. Ungewöhnlich viele Nachdrucke zeugen von der Beliebtheit Castellos, so beispielsweise 1658 beim Verleger Phalèse in Antwerpen, hier wurde er als già capo di istromenti da fiato (ehemaliger Leiter der Blasinstrumente) bezeichnet.

## Werke
- Sonate concertate in stil moderno a 2 & 3 voci, Libro primo, Venice, 1621
- Sonate concertate in stil moderno per sonar nel Organo overo Clavicembalo con diversi Instrumenti. A 1., 2., 3. & 4. Voci. Libro secondo, Venice, 1629
- Motette Exultate Deo (1625 und 1636)